# Onthophagus praestans
Onthophagus praestans é uma espécie de inseto do género Onthophagus, família Scarabaeidae, ordem Coleoptera.
Foi descrita cientificamente por Péringuey em 1901.